# Per August Ekblom
Per August Ekblom, född 1830 på Alters bruk i Norrfjärdens socken, död 1892 i Kypasjärvi, var en svensk allmogemålare. Han är far till Nils Henrik Ekblom.
Ekblom arbetade i sin ungdom som dräng i Överkalix och kom där i målarlära för Gustaf Stråhlberg under tre års tid. Han anlitades därefter av bönderna i socknen och målade deras möbler och mindre bruksföremål med blommor och rankor. Han bosatte sig slutligen i skogsbyn Kypasjärvi där han var verksam fram till sin död.